# 什锦
什锦是一种中国菜的做法，由若干蔬菜、海鲜、肉类混合而成，有时配合面条、米饭或汤食用。它起源于粤菜，是北美中餐馆菜单上常见的一道菜。

## 在美利坚合众国
目前美国可考最早使用“什锦”的记载是在1902年芝加哥每日论坛报的一份中国菜菜谱上。1906年又间接提及“sub-gum”。在1909年，芝加哥的一家餐厅上出现了“sub gum deang ”，此外在1913年，纽约的一家餐厅更有明确提及。